# Grünewaldvillan

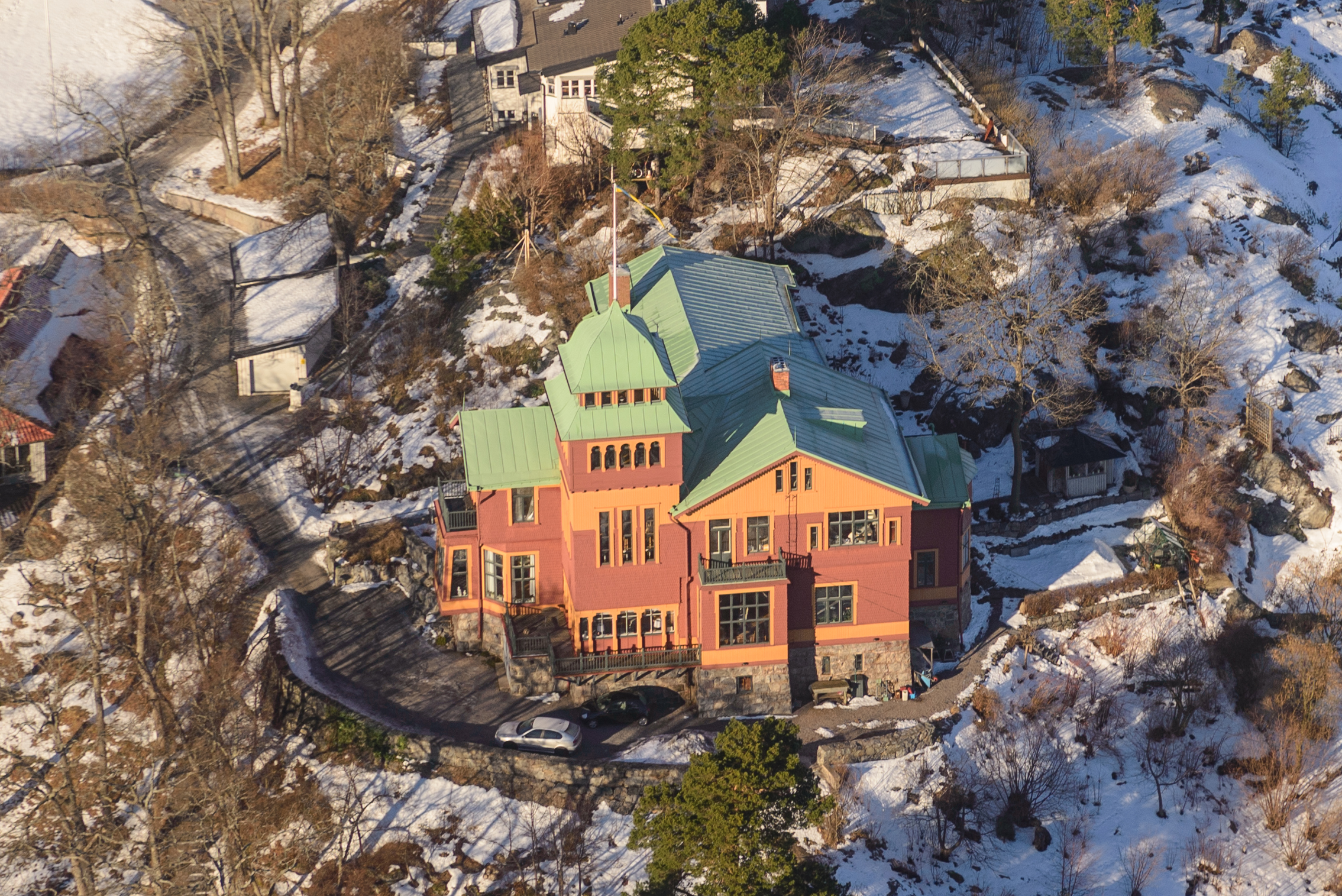
Grünewaldvillan i februari 2013.

Grünewaldvillan (tidigare Lugnet respektive Saltsjöklack) är en villa vid  Saltsjöpromenaden 8 i Saltsjöbaden i Nacka kommun, Stockholms län. Villan ritades 1893 av arkitekt Ferdinand Boberg och har därefter byggts om och till. Bland ägarna märks konstnären Isaac Grünewald som levde och verkade här mellan 1936 och 1946. Idag nyttjas villans stora ateljé och ytterligare några rum som konferens- och utställningslokaler.

## Tillbergs villa, "Lugnet"

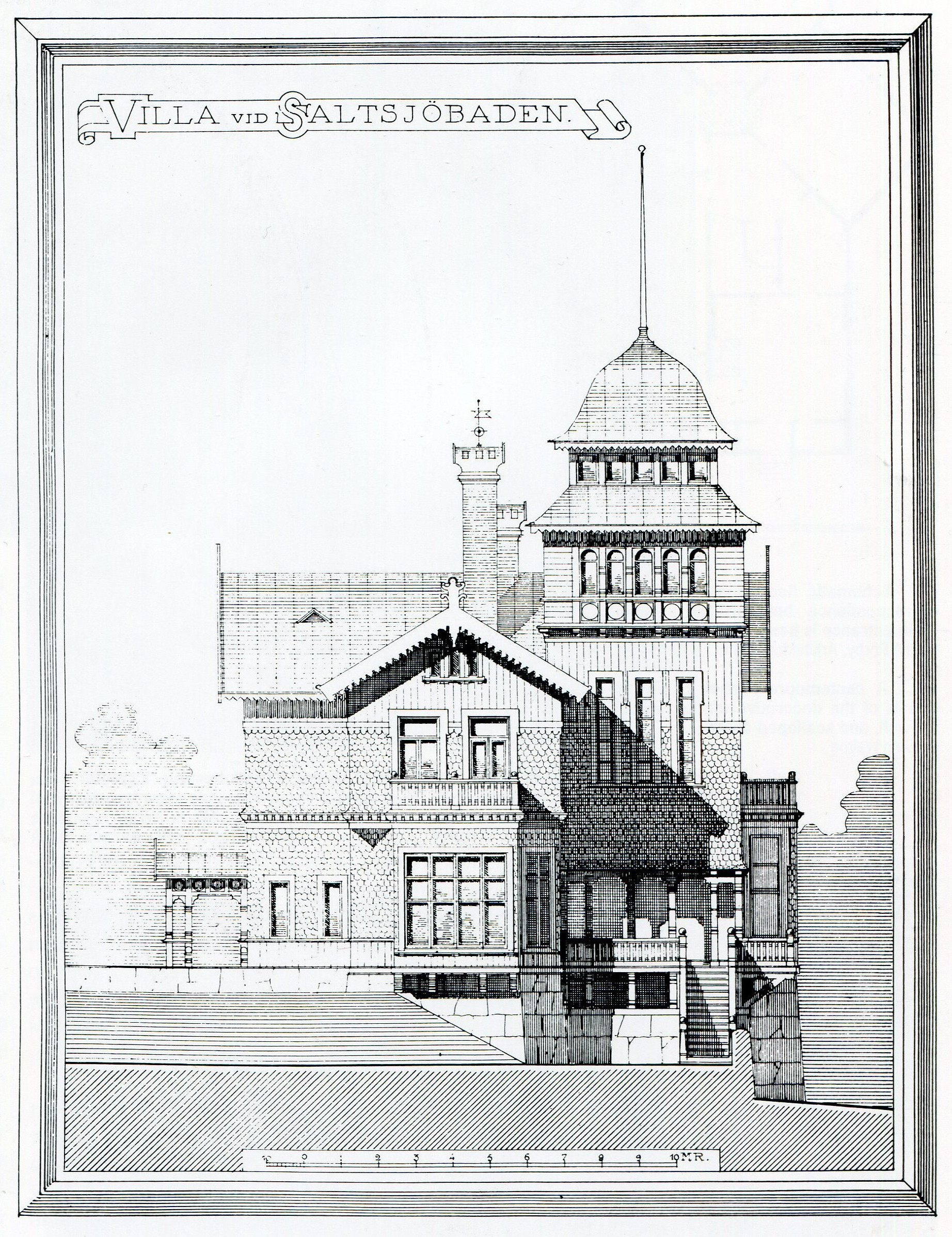
Villa Lugnet, fasadillustration från 1894 av Hjalmar Kumlien i Svenska Herrgårdar och villor.

Byggnaden som idag kallas Grünewaldvillan ritades ursprungligen av arkitekt Ferdinand Boberg för dennes vän Knut Tillberg, som var den förste att publicera några av Anna Bobergs Lofotenmålningar. Huset stod färdigt 1895 och skulle fungera som året runt-bostad. Det var då ett av de första av denna typ i Saltsjöbaden, de flesta villorna var tänkta som rena sommarhus. Boberg ritade en trävilla om 550 m², som gavs namnet Villa Lugnet och placerades på en då 11 000 m² stor sluttningstomt i hörnet av nuvarande Saltsjöpromenaden / Ringvägen.
Villa Lugnet är ett trähus i två våningar på en hög naturstenssockel. Byggnaden är sammansatt av olika volymer med varierande höjder där ett hörntorn på fyra våningar sätter en kraftfull accent. Högst upp i tornet finns ett observationsrum som bjuder på milsvid utsikt över Baggensfjärden och Hotellviken med Grand Hotel och Restaurangholmen. Fasaderna gestaltades i den för tiden populära schweizerstilen med burspråk, verandor och balkonger samt beklädnad av panel i olika riktningar och spån. I början av 2000-talet utfördes en fasadrenovering, varvid den ursprungliga färgsättningen återskapades.

## Gebers villa
År 1911 köptes villan av bokförläggaren Ernst Hugo Geber. Efter arkitekten Carl Westmans ritningar utfördes en tillbyggnad på villans norrsida för ett nytt kök och ovanpå det, ett gästrum. Det gamla köket fick bli serveringsrum. Därutöver lät han installera centralvärme. Man fortsatte dock att använda villan som sommarbostad.

## Grünewalds villa, "Saltsjöklack"

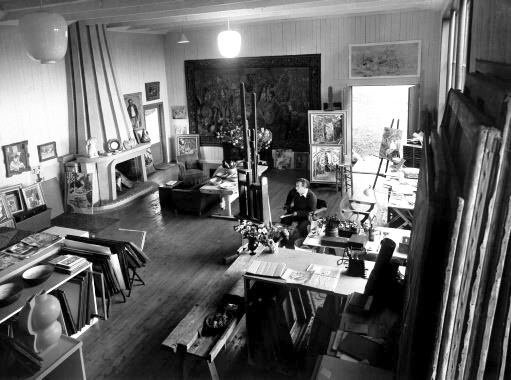
Grünewald i sin ateljé 1942.

December 1936 köptes villan av konstnären Isaac Grünewald. Han döpte om den till Saltsjöklack. Efter smärre moderniseringar i funktionalistisk anda flyttade han in 1937 tillsammans med konstnärinnan Märta Grundell, som strax därefter blev hans andra hustru. De kom att bli de första att bo i villan året runt. Isaac Grünewald stod då på höjden av sin karriär. 
När hans tjänst på konstakademin upphörde 1942 lät han, efter ritningar av arkitekt Olof Grundell, Märtas bror, bygga till en 100 m² stor ateljé som en egen byggnadskropp mot nordväst. Exteriört anpassades ateljéns fasader till övriga byggnaden. Den nya ateljén nyttjades för konstnärligt arbete, sammankomster och representation. Villan fick därmed en total yta om 700 m² med 15 rum och tre kök.
År 1946, efter makarnas död, övertogs villan av Isaacs son, Iván Grünewald, som med sin hustru och döttrar kom att bo i villan fram till 1972. Namnet Grünewald har då förknippats med villan under 36 år, och benämns numera av saltsjöbadsborna som Grünewaldvillan.

## Villan idag
Inför försäljningen 1972 stod villan under rivningshot, men rivningen stoppades av Nacka kommun. I stället styckades den stora tomten och den förut obebyggda västra delen bebyggdes med en villa. År 1974 påbörjades galleriverksamhet tillsammans med Nacka Konstförening. Villan inrymmer numera konferens- och utställningslokaler samt bostadsrum för ägarfamiljen. Den stora ateljén, även kallad Saltsjöateljén, utgör centrum för denna konstverksamhet. Föreningen "Grünewaldvillans Vänner" bildades 1998 för att värna villan och stödja de kulturella delarna av verksamheten.

## Bilder
Exteriörbilder

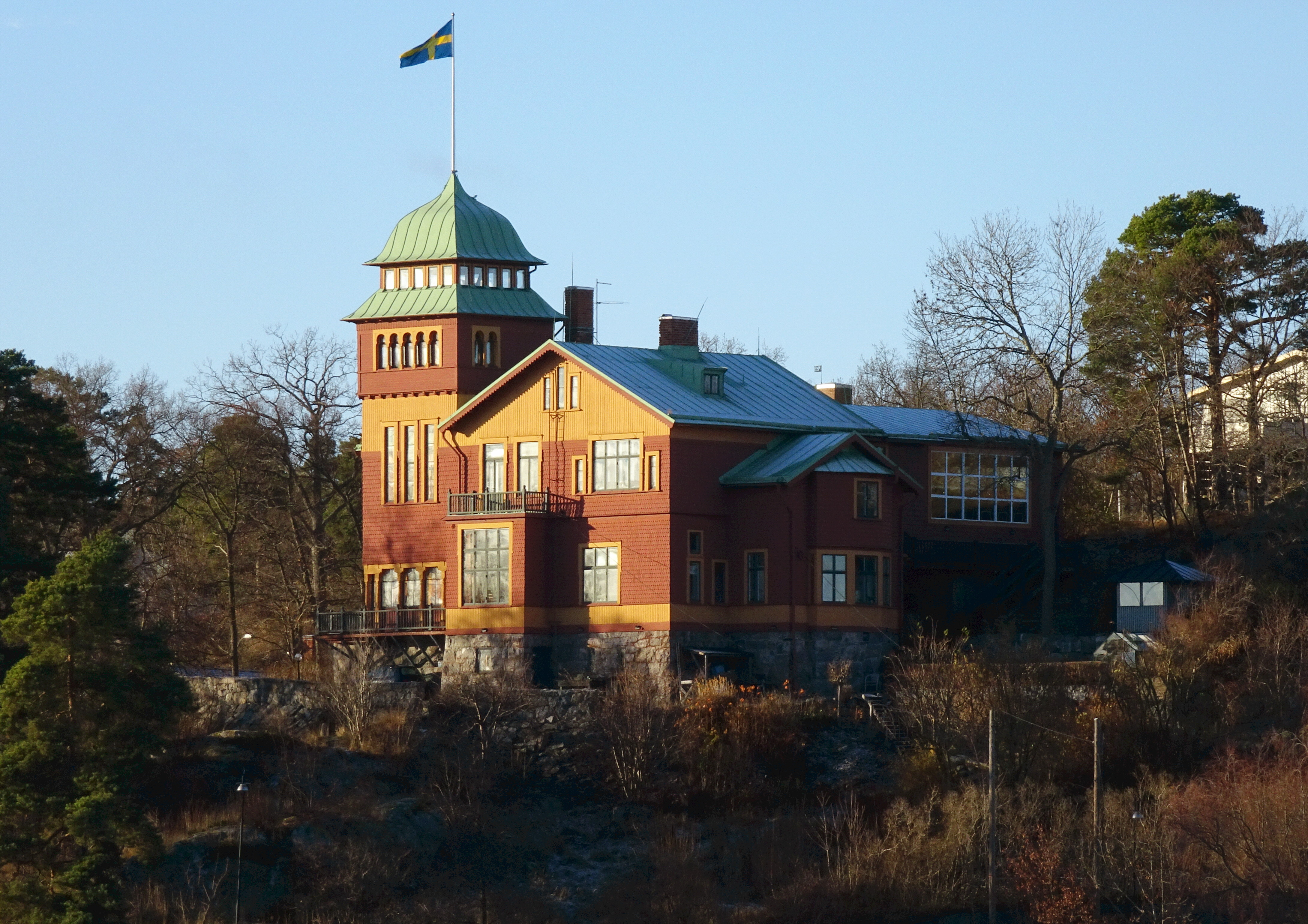
Villan sedd från Restaurangholmen
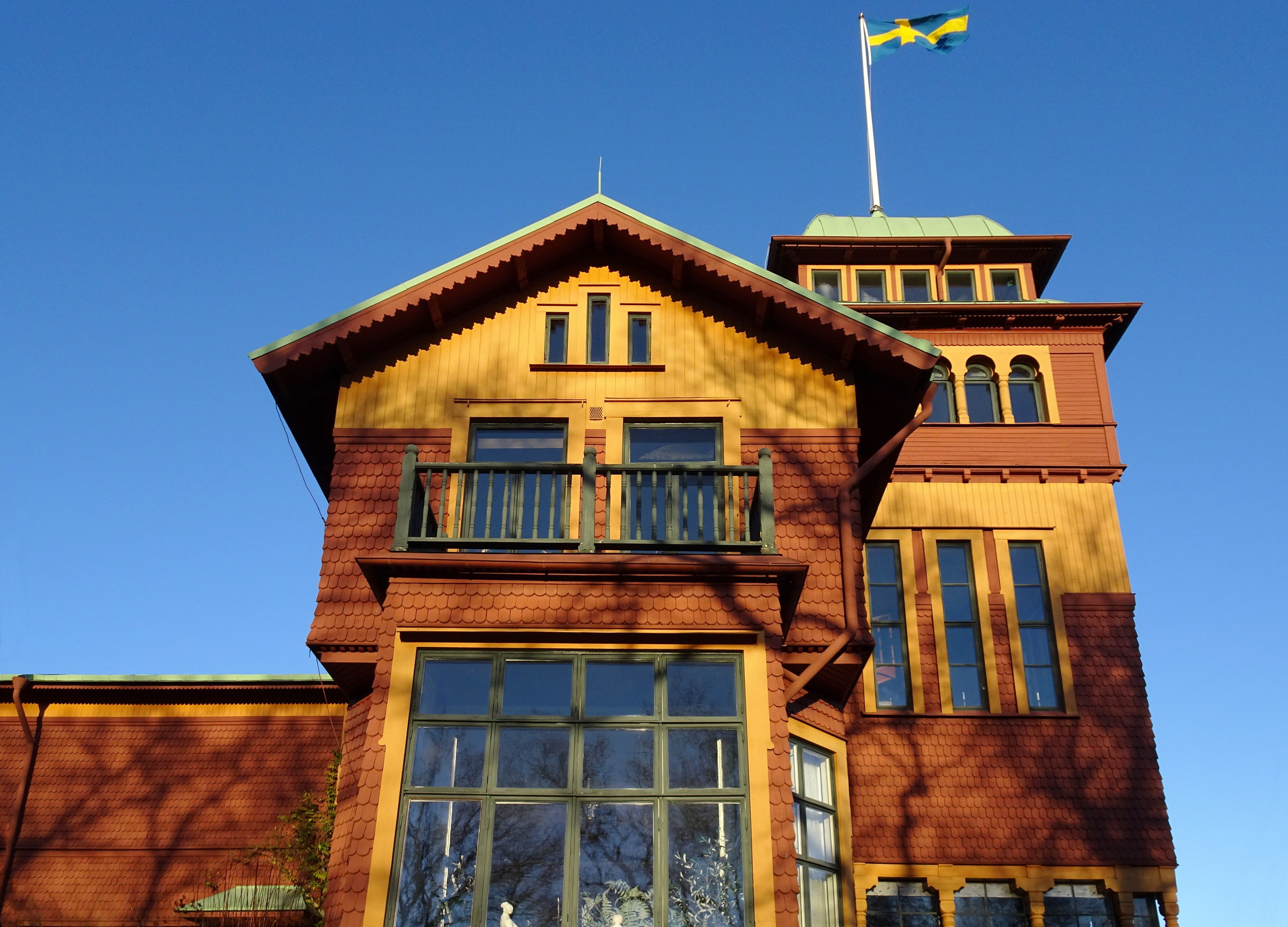
Fasad mot Ringvägen, detalj
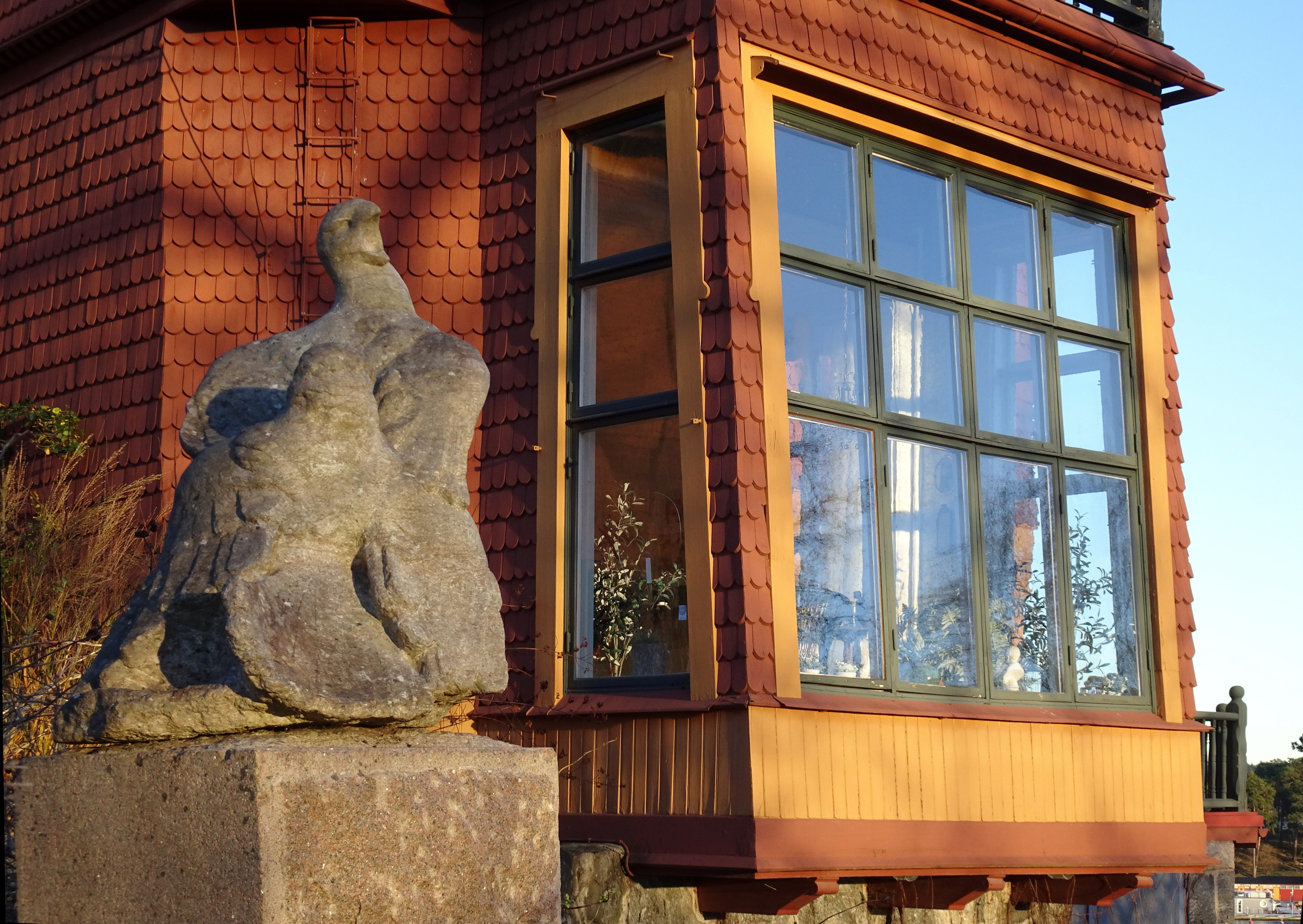
Fasad med burspråk, detalj
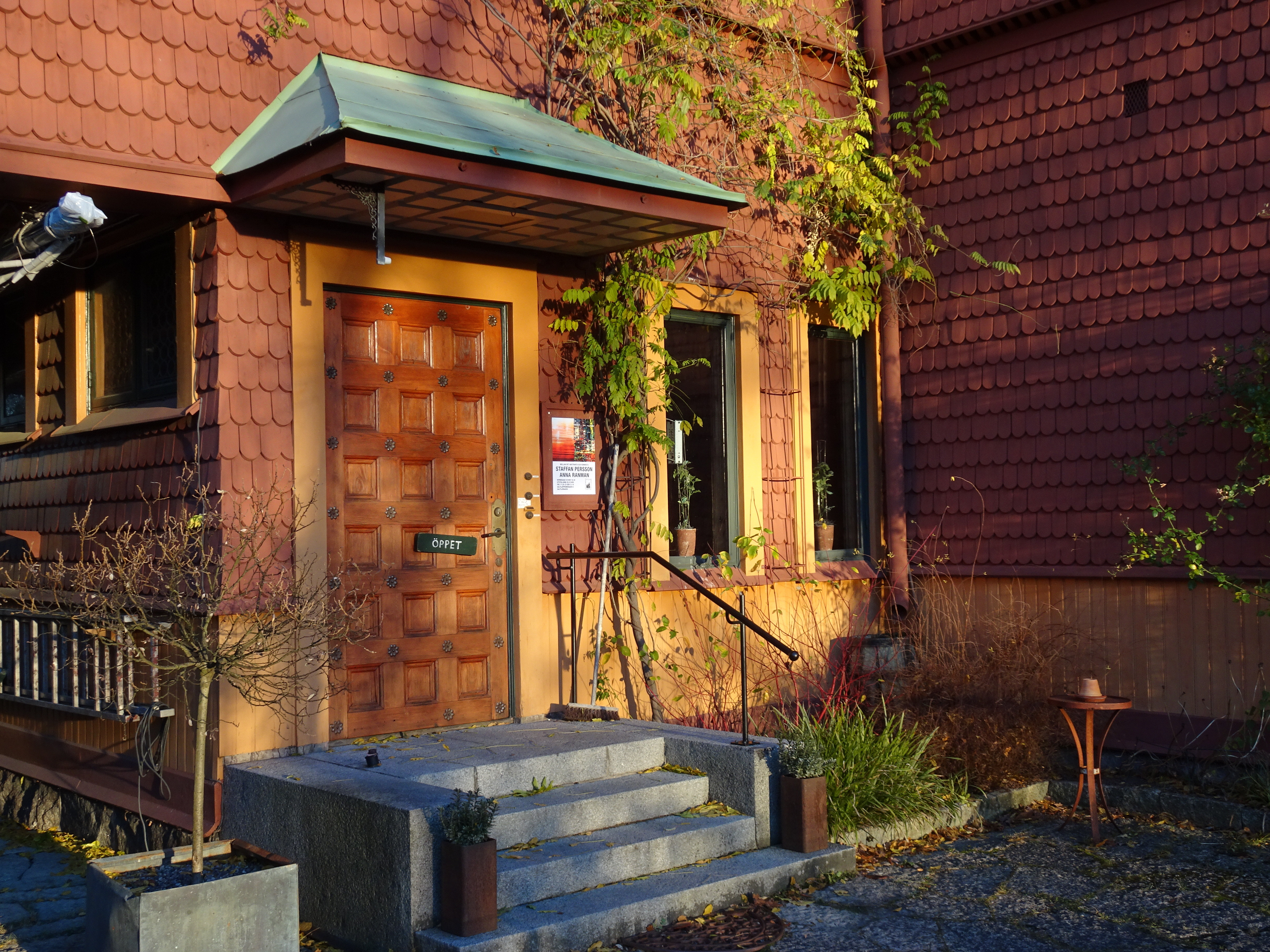
Entrén
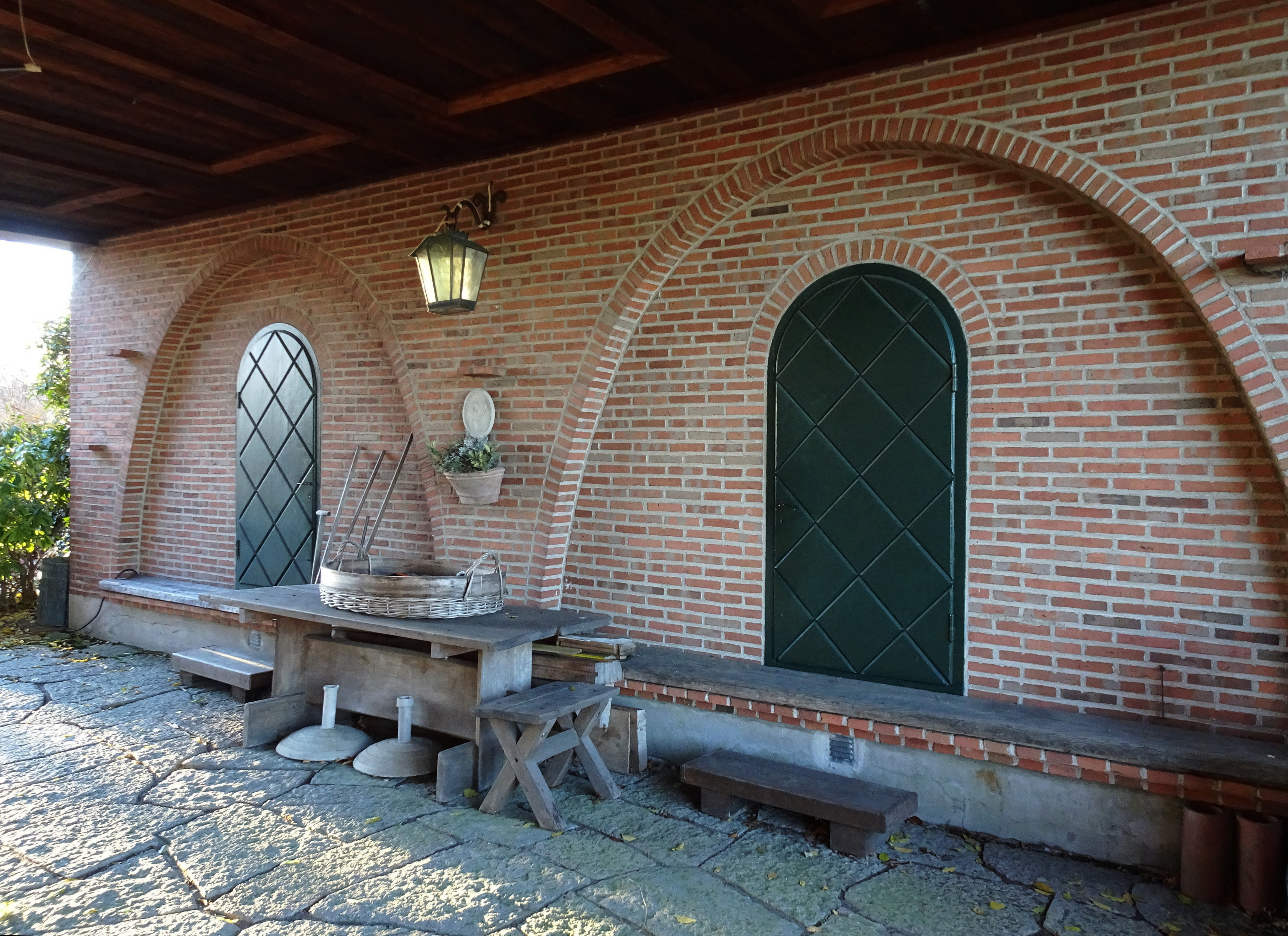
Passage, fasad mot ateljén

Interiörbilder

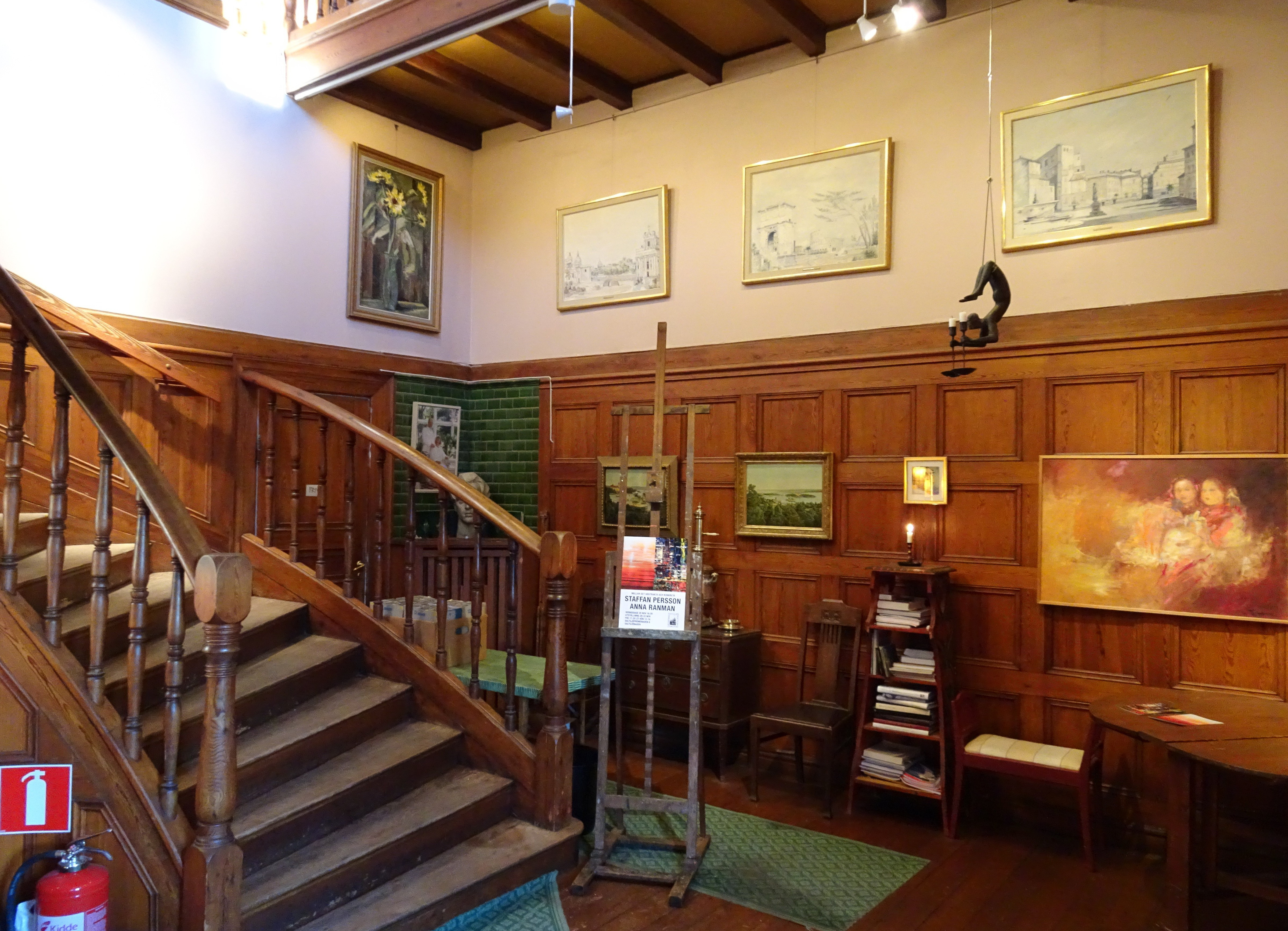
Entréhallen
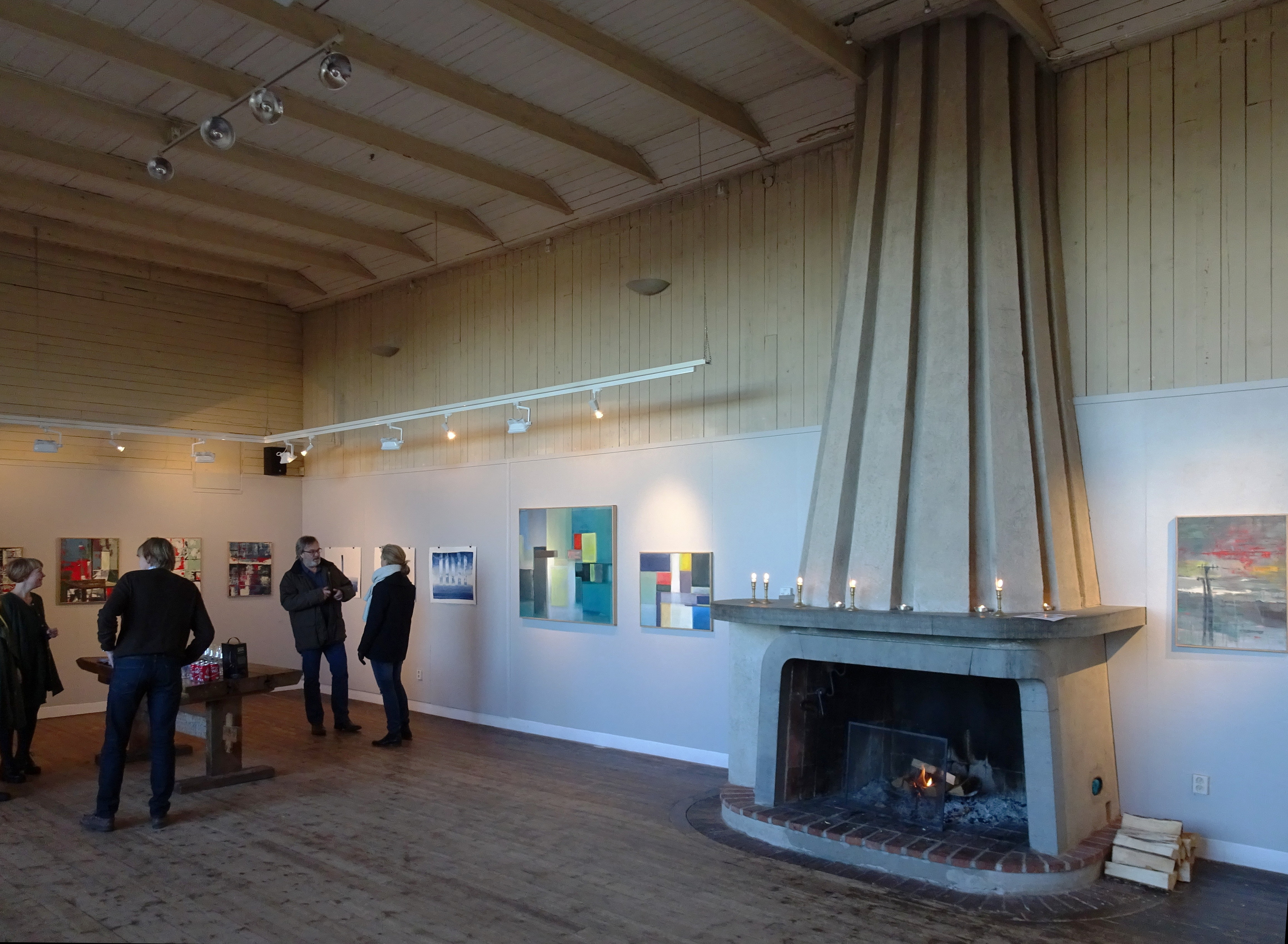
Ateljén med den stora öppna spisen
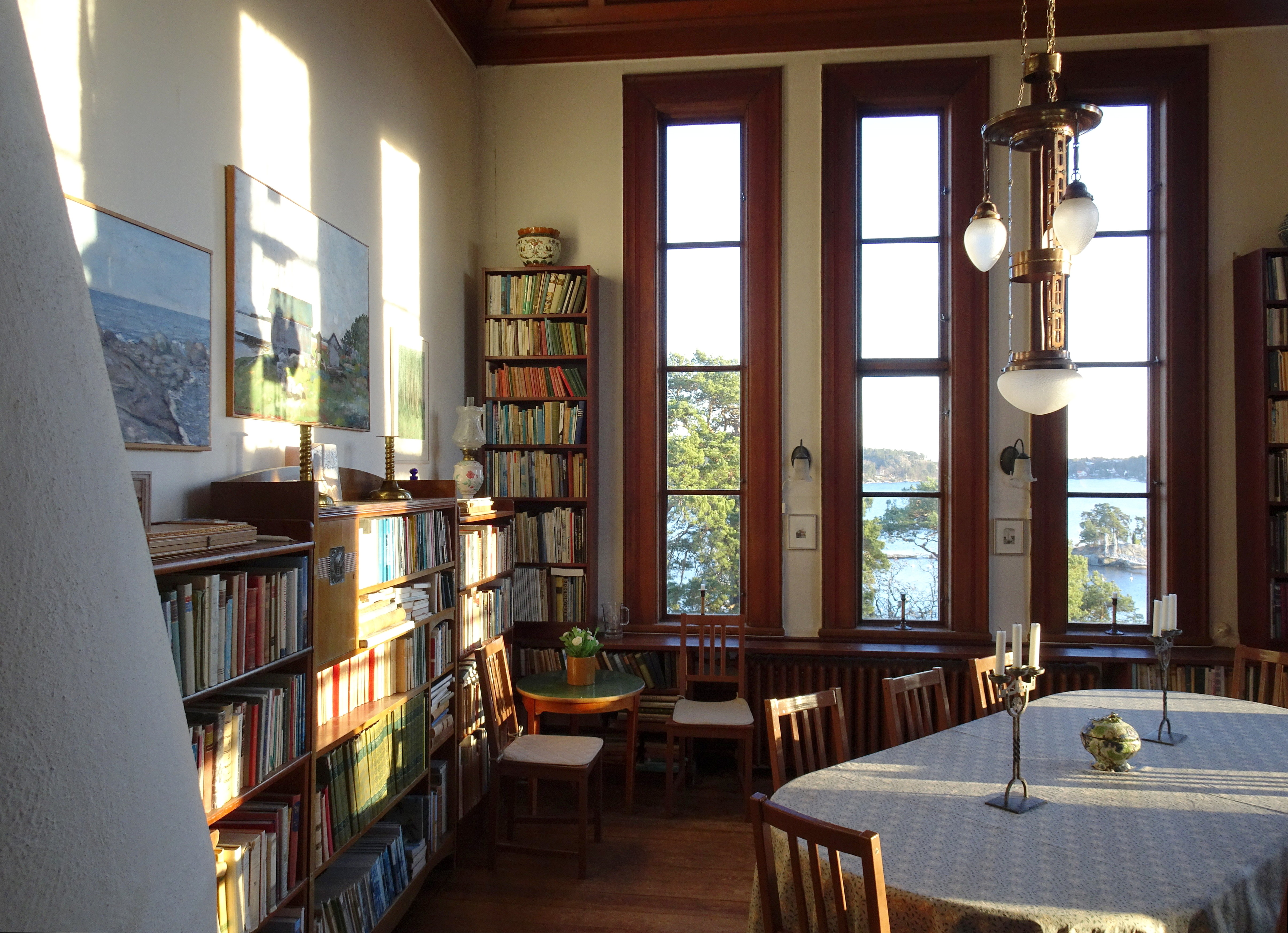
Biblioteket
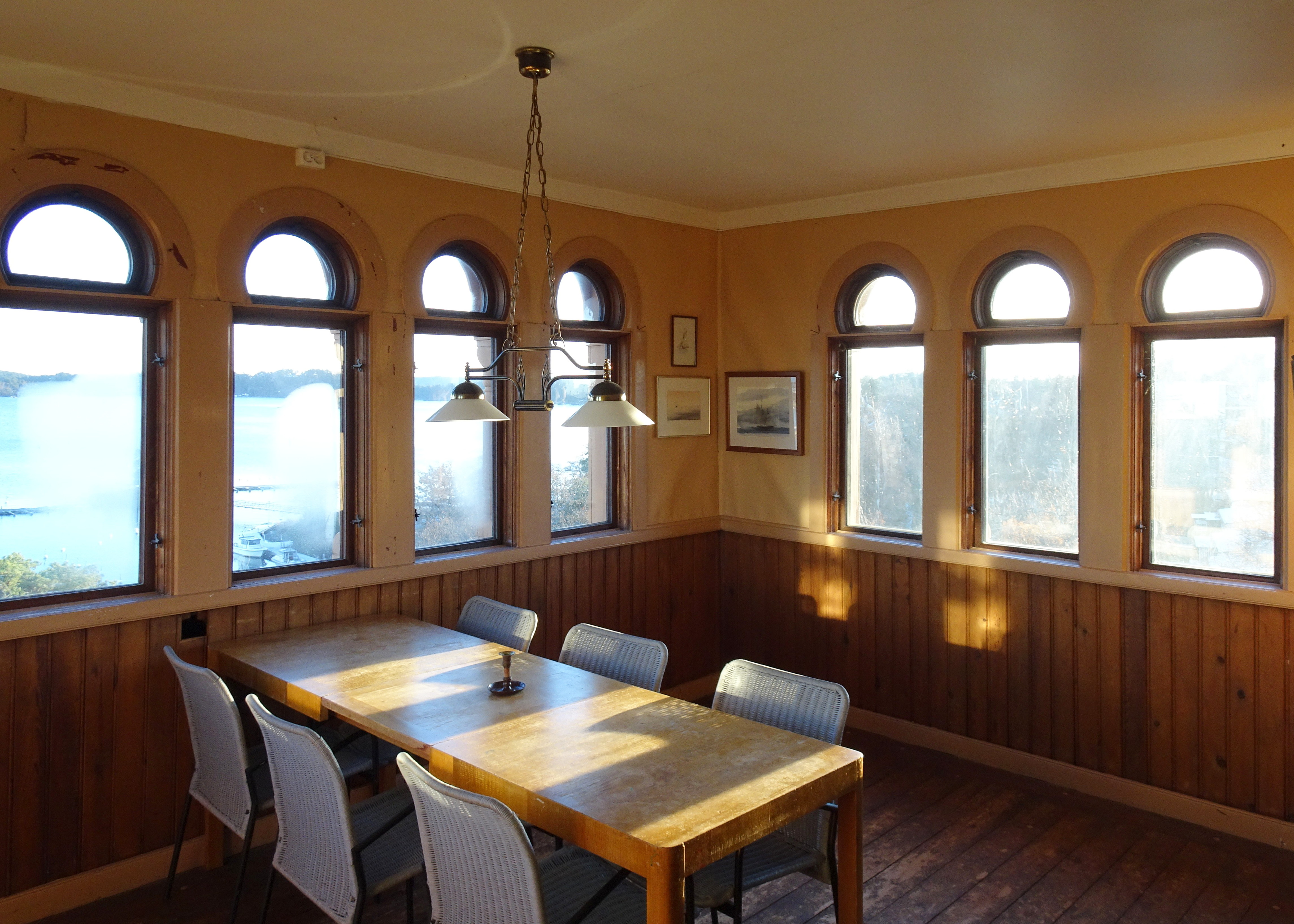
Mellersta tornrummet
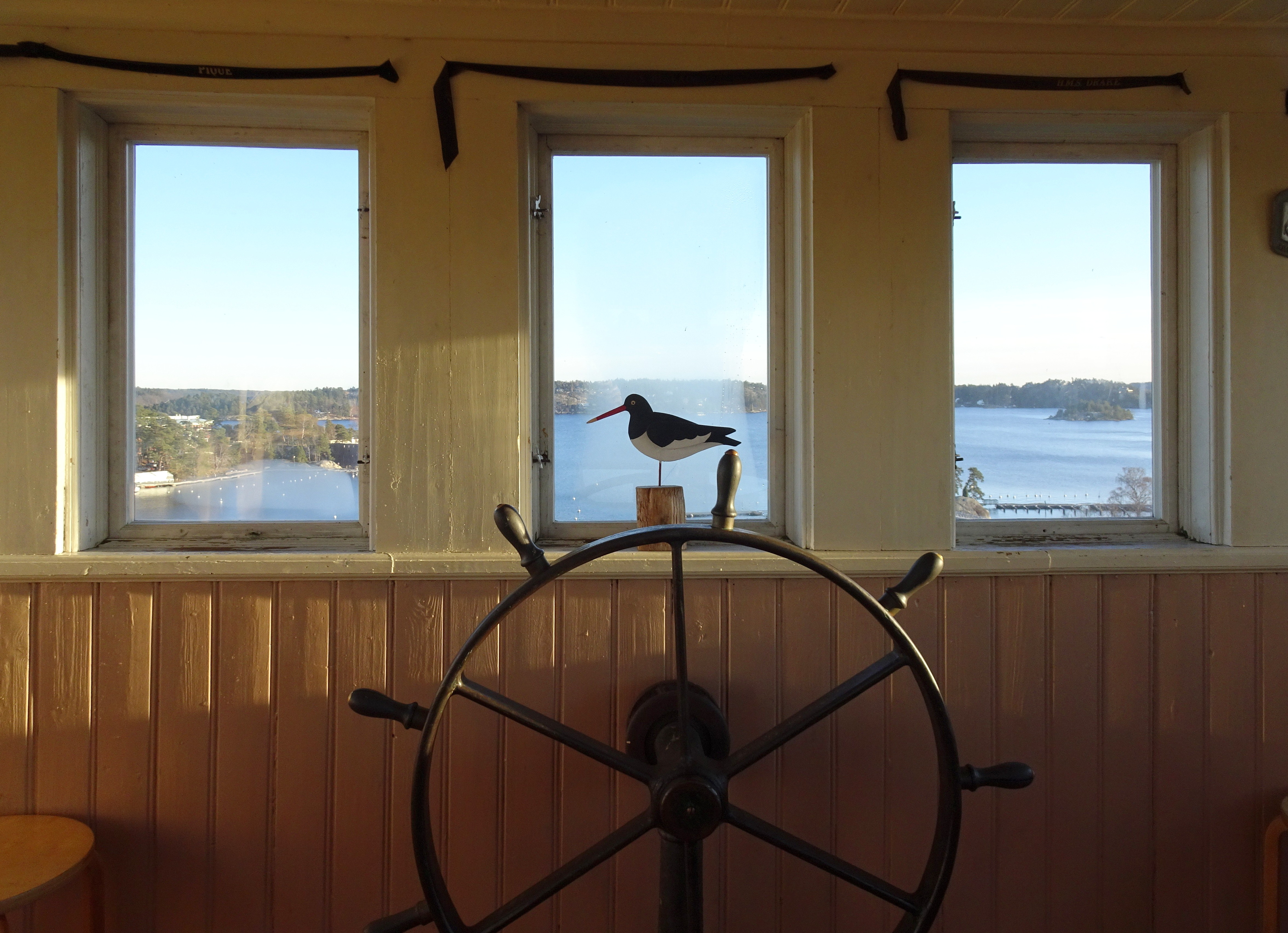
Översta tornrummet